# Pedro Longás Bartibás
Pedro Longás Bartibás (Tauste, Zaragoza, 1881 - Madrid, 1968) fue un sacerdote e historiador español.

## Biografía
Doctor en Ciencias Históricas, fue pensionado por la Junta para la Ampliación de Estudios entre julio y agosto de 1914.
Poseía un largo historial en el Cuerpo Facultativo de Archivos y Bibliotecas, donde alcanzó el puesto de director de la sección de manuscritos de la Biblioteca Nacional de Madrid. Trabajó sobre documentos de los siglos XI, XII y XIII que reunió en la Colección de documentos latinos medievales. Colaboró en esa fecha en la Sección de Instituciones Árabes del Centro de Estudios Históricos (CEH), dirigida entonces por Julián Ribera y para la publicación de su obra Vida religiosa de los moriscos españoles (1915), estudió los manuscritos aljamiados de la biblioteca de la Junta, los de la Biblioteca Nacional y los de la Colección Gayangos de la Real Academia de la Historia.
Colaboró también en la edición de los catálogos de los manuscritos de la Biblioteca Nacional de Madrid, especialmente de los latinos. Su especialidad era la historia aragonesa de la época de Ramiro II el Monje.

## Obras
- Ramiro II el Monje y las supuestas Cortes de Borja y Monzón en 1134 (Santoña, 1911)
- La representación aragonesa en la Junta Central Suprema, 1808 a 1810 (Madrid, 1912)
- Vida religiosa de los moriscos (Madrid, 1915)